# Auf der Jagd (Polka)
Auf der Jagd  ist eine Schnellpolka von Johann Strauss Sohn (op. 373). Das Werk wurde im Herbst 1875 erstmals aufgeführt.

## Einzelnachweis
1. ↑  Quelle: Englische Version des Booklets (Seite 87) in der 52 CDs umfassenden Gesamtausgabe der Orchesterwerke von Johann Strauß (Sohn), Hrsg. Naxos (Label). Das Werk ist als achter Titel auf der 32. CD zu hören.